# Schloßfontäne (Belvedere)

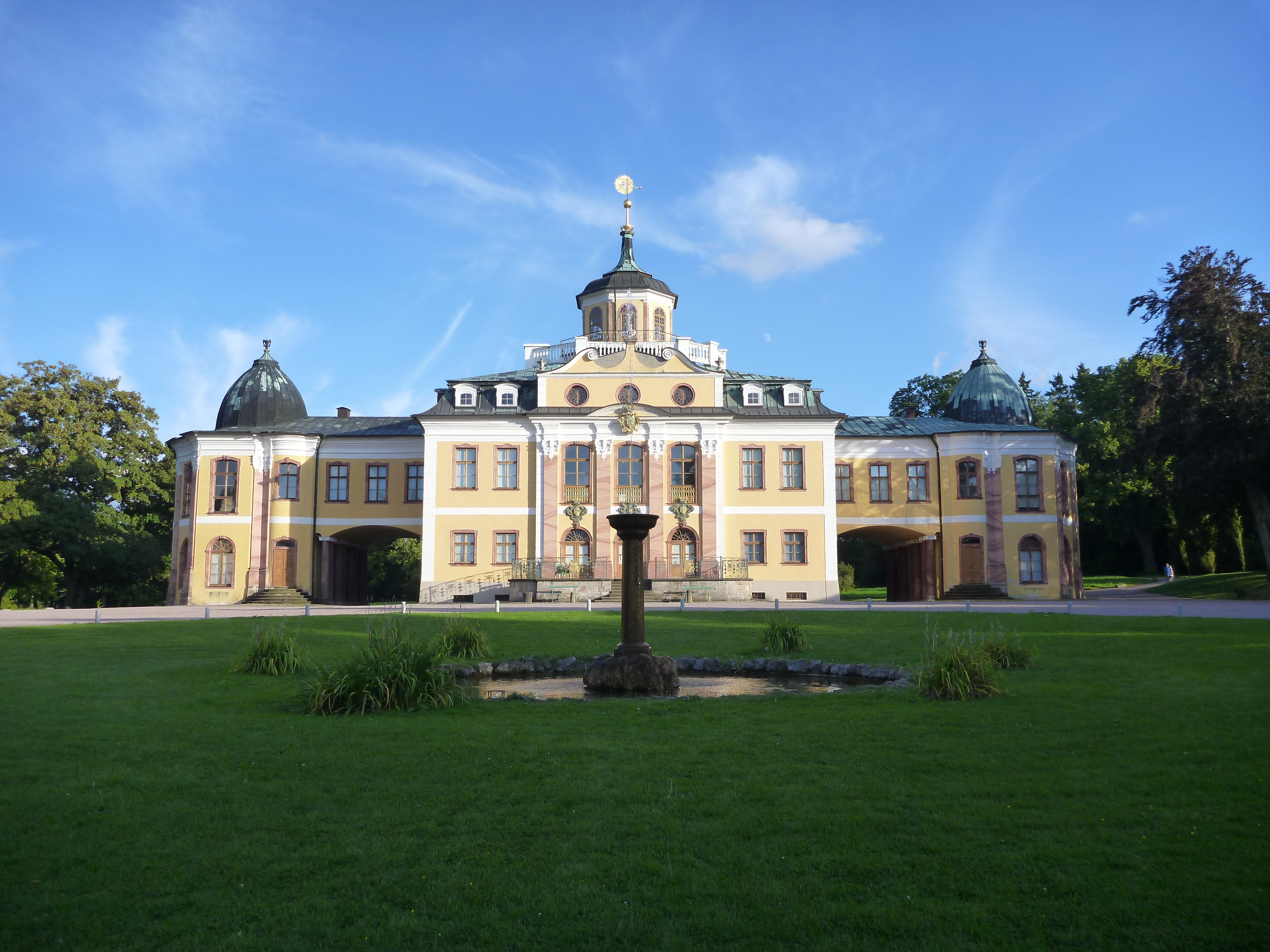
Schloß und Schloßfontäne

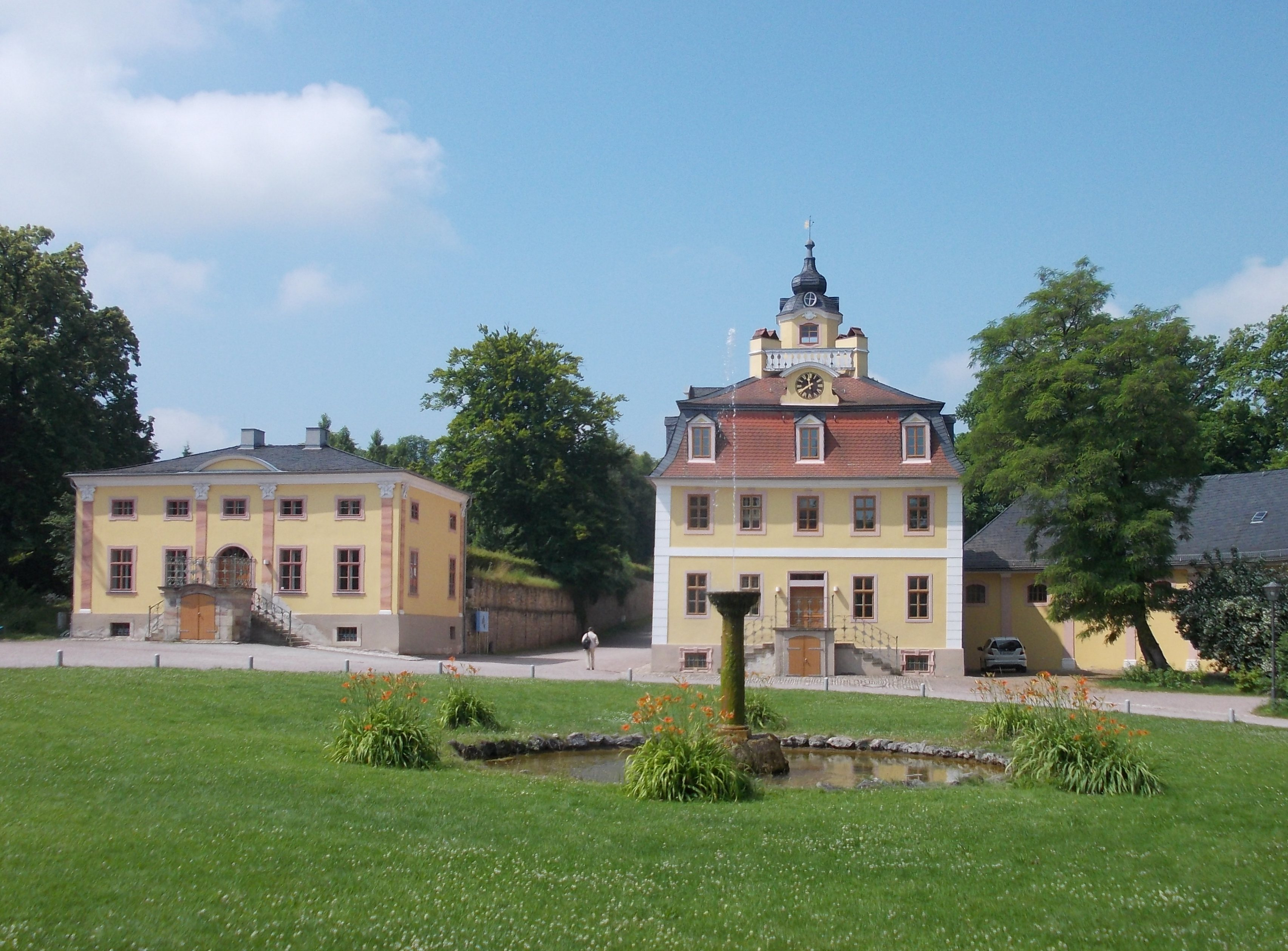
Schloßfontäne vor den westlichen Kavaliershäusern

Die Schloßfontäne im Schloß Belvedere in Weimar ist ein Röhrenbrunnen. Er bezieht sein Wasser auch über den Possenbach. Sein Wasser wird über Zwischenstufen letztlich in die Ilm  abgeleitet.
Der Schlossbrunnen ist Mittelpunkt des Vorplatzes des Schlosses, den die Kavaliershäuser und die Menagerie bilden. Der auf dem Rasen angeordnete Röhrenbrunnen hat ein kreisrundes Brunnenbecken mit einem natursteingefassten Ausguss, der über eine Brunnensäule die Fontäne nach oben schießen lässt. Der Entwurf wird Gottfried Heinrich Krohne zugeschrieben.